# Konszol állomás
Konszol állomás (hangul: 건설역, Konszol-jok, handzsa: 建設驛, RR: Kŏnsŏl-yŏk, ’Építkezés’) metróállomás Észak-Koreában, Phenjan Pothonggang-kujok (Pot'onggang-kuyŏk) városrészén, a phenjani metró vonalán. 1978. szeptember 6-án adták át. Az állomás közelében található a Rjugjong (Ryugyŏng) Hotel, a Phenjani Tudomány és Technológia Egyetem és a Győzedelmes Szülőföld-felszabadító Háború Múzeuma.
| Hjoksin vonal                                      | Hjoksin vonal | Hjoksin vonal                          |
| -------------------------------------------------- | ------------- | -------------------------------------- |
| Hvanggumbol (Hwanggŭmbŏl) Kvangbok (Kwangbok) felé | metróvonal    | Hjoksin (Hyŏksin) Ragvon (Ragwŏn) felé |